# La cabina
La cabina ist ein spanischer Kurzfilm aus dem Jahr 1972. Er wurde für das spanische Fernsehen produziert, vielfach ausgezeichnet und ist der international erfolgreichste spanische Fernsehfilm aller Zeiten.
Der Film beschreibt ein surreales Szenario im franquistischen Spanien, in dem sich aus einer scheinbar harmlosen Alltagspanne ein für den Protagonisten immer bedrohlicher wirkendes, letztlich auswegloses Schicksal entwickelt.

## Handlung
An einem Morgen im Hochsommer bringt ein offener Pritschen-Lkw eine Telefonzelle zu einem leeren Platz in einer Neubaugegend. Arbeiter stellen die Kabine in der Mitte des Platzes auf, verankern sie am Boden und fahren weg. Ein Mann kommt mit seinem etwa zehnjährigen Sohn vorbei und bringt ihn zum Schulbus. Auf dem Rückweg betritt er die Telefonzelle und stellt fest, dass das Telefon noch nicht funktioniert. Da sich die Tür nicht mehr öffnen lässt, kann er das Häuschen nicht verlassen. Passanten werden aufmerksam und versuchen ihm herauszuhelfen. Es bildet sich eine Menschenansammlung, die das Geschehen belustigt verfolgt. Doch keinem der Umstehenden gelingt es, die Tür der Telefonzelle zu öffnen oder aufzubrechen. Zwei Polizisten tauchen auf. Sie fordern den Mann barsch auf, die Telefonkabine zu verlassen, können ihm dabei aber auch nicht helfen und werden von der Menge ausgelacht. Schließlich trifft die Feuerwehr ein. Gerade will ein Feuerwehrmann das gläserne Dach der Kabine mit einem Vorschlaghammer zertrümmern, als der Lkw der Telefongesellschaft zurückkehrt. Die Arbeiter montieren die Telefonzelle wieder ab und laden sie mitsamt dem darin gefangenen Mann auf ihr Fahrzeug. Die anfängliche Erleichterung des Eingeschlossenen weicht, als der Wagen zu einer längeren Fahrt durch die Stadt aufbricht, in deren Verlauf dem gefangenen Mann immer mulmiger zumute wird. Er versucht, sich bemerkbar zu machen, wird jedoch nicht beachtet. An einer Ampel sieht er einen anderen Lkw, der ebenfalls eine besetzte Telefonzelle abtransportiert. Der Lastwagen fährt nun aus der Hauptstadt hinaus durch die Vororte und das Umland bis ins Zentralgebirge. Auf dem Weg über eine Passstraße beobachtet ein mysteriöser Hubschrauber den Transport. Schließlich fährt der Lkw in ein unterirdisches Tunnelsystem, in dem Telefonzellen gereinigt und gelagert werden. Hinter einem Tor in einer Kaverne hebt ein automatischer Magnetkran die Kabine mit dem verzweifelten Mann von der Ladefläche und setzt sie auf ein Förderband. Der Protagonist bricht entsetzt zusammen, als er in einer Halle voller Telefonzellen abgestellt wird, in denen sich Leichen in unterschiedlichen Stadien der Verwesung befinden. Am Schluss des Films sieht man, wie die Arbeiter auf dem Platz in der Stadt erneut ein Telefonhäuschen aufbauen und die Tür genau wie beim ersten Mal halb offen stehen lassen.

## Hintergrund

### Drehbuch, Autoren
Das Drehbuch entstand Anfang der 1970er Jahre im Rahmen einer Zusammenarbeit zwischen Antonio Mercero (1936–2018), José Luis Garci und Horacio Valcárcel (1932–2018), die unter dem Arbeitstitel Trece pasos por lo insólito eine 13-teilige Reihe von Mittellangfilmen mit phantastischen Inhalten planten, die aber nicht realisiert wurde. Die Idee zu La cabina basierte auf einer Kurzgeschichte des asturischen Schriftstellers Juan José Plans (1943–2014), der als Radio- und Fernsehautor für seine Gruselgeschichten bekannt war. Das Drehbuch dazu sollen Garci und Mercero binnen 15 Tagen geschrieben haben.
Erst nach dem erfolgreichen Ausstrahlungsbeginn seiner Heimatserie Crónicas de un pueblo (1971–1974), die Episoden aus dem Alltagsleben eines fiktiven kastilischen Dorfes schildert und vom Regime als propagandistisch wertvoll erkannt wurde, konnte Mercero die Verantwortlichen des spanischen Rundfunks, an dessen Spitze damals Adolfo Suárez stand, überzeugen, das Projekt zu verwirklichen. Nach dem Erfolg von La cabina wurden aus derselben Reihe auch Los pajaritos („Die Vögelchen“, ausgestrahlt im Januar 1974), Don Juan (Juli 1974) und La Gioconda está triste (1977) von Mercero für das Fernsehen umgesetzt. Später folgten Merceros bekannte TV-Serien Verano azul (1981), Turno de oficio (1986) und Farmacia de guardia (1991–1995).

### Darsteller
Eine schwierige Aufgabe bestand in der Auswahl des Hauptdarstellers. Da in dem Film kaum gesprochen wird und der Protagonist fast ununterbrochen im Fokus steht, wurde ein Darsteller mit hohem gestischen und mimischen Vermögen gesucht, der überdies den tragikomödiantischen Anforderungen der Handlung gerecht werden konnte. Die Wahl fiel während einer New-York-Reise von Garci und Mercero im April 1972 auf den spanischen Schauspieler José Luis López Vázquez, der bis dahin vor allem komische Rollen verkörpert hatte und von dem Projekt sofort begeistert war. Nach Ansicht vieler Mitwirkender und Kritiker basiert die Größe des Films entscheidend auf der ausdrucksstarken dramatischen Interpretation der Rolle durch López Vázquez. Die Mitwirkung an La cabina markierte seinen Einstieg in das ernsthafte Charakterfach. Auch einige Nebendarsteller des Films waren sehr bekannte und renommierte spanische Schauspieler.

### Produktion

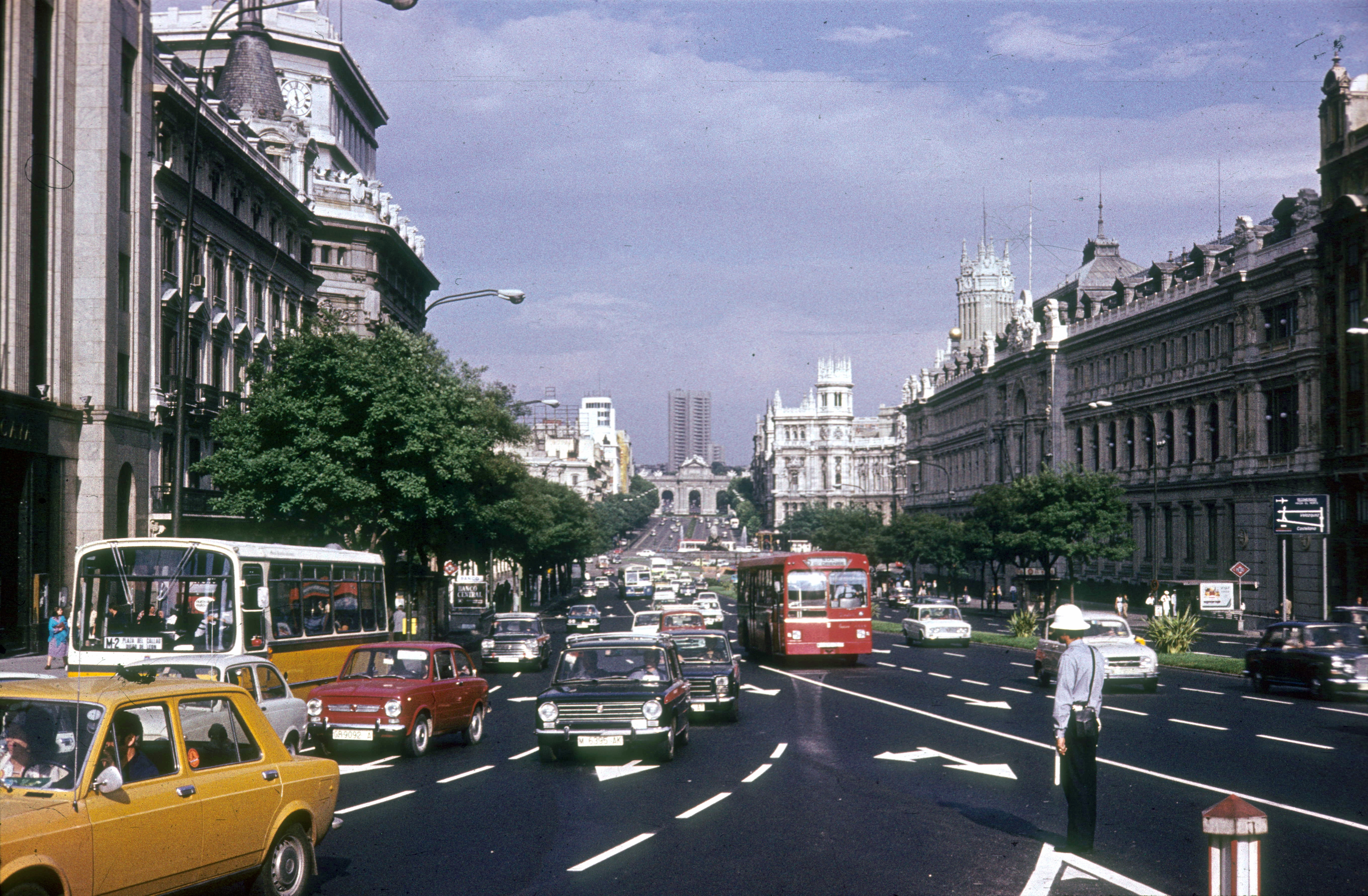
Madrid in den 1970er Jahren

Der Film wurde mit dem für einen 34-minütigen Fernsehfilm außergewöhnlich hohen Budget von vier Millionen Peseten produziert (damals etwa 200.000 DM; kaufkraftbereinigt in heutiger Währung: rund 388.000 Euro). Gedreht wurde er im Kinoformat mit Filmkameras. Die Dreharbeiten begannen am 17. Juli 1972 auf der Plaza de Arapiles, einem erst wenige Jahre alten, recht versteckt im Zentrum von Madrid liegenden privaten Zentralplatz einer Hochhaussiedlung im Stadtteil Chamberí, wo das Team sieben Tage lang arbeitete. Der Platz ist heute eine private Grünanlage. Die unerträgliche Sommerhitze setzte besonders López Vázquez in seiner Kabine zu. Die lange Autofahrt durch Madrid führte an viele bekannte Orte des Stadtzentrums, darunter die erst kürzlich fertiggestellte, nach dem zeitgenössischen Leitbild der „autofreundlichen Stadt“ geplante Stadtautobahnkreuzung am Bahnhof Atocha mit ihren eindrucksvollen Straßenbrücken, Rampen und Unterführungen, die heute nicht mehr existieren. Die Szenen im Gebirge wurden an der portugiesischen Grenze nahe der Talsperre von Aldeadávila gedreht, unter anderem in den kilometerlangen Tunneln des modernen Wasserkraftwerks Aldeadávila I, einem Vorzeigeprojekt Franco-Spaniens. Der Magnetkran in der unterirdischen Anlage, der im Drehbuch nicht vorgesehen war, wurde spontan in die Handlung eingebaut. Die über 10 Meter hohe Kranfahrt bedeutete für López Vázquez eine wirkliche Nervenprobe. Die Schlusssequenz des Films, in der die Telefonzelle mit dem Protagonisten von einem mechanischen Fördersystem zu ihrem Abstellort bugsiert wird, entstand im Frachtterminal des Madrider Flughafens Barajas.
Die rote Farbe der Telefonzelle sollte furchteinflößend wirken. Wiewohl für den Film mehrere Dutzend gleichartige Telefonzellen gebaut wurden, befand sich López Vázquez immer in derselben Zelle. Sie wurde 1976 in dem von William S. Paley gegründeten Museum of Broadcasting in Manhattan ausgestellt, wo sie bis heute verwahrt ist. Die Scheiben bestanden aus Acrylglas und ließen sich teilweise öffnen, um dem Insassen in den Drehpausen Frischluft zu verschaffen.

### Musik
Die Filmmusik ist wegen der fehlenden Dialoge von großer Bedeutung und prägt das Zuschauererleben sehr stark. Mercero wählte vor allem klassische Stücke dramatischer Instrumentalmusik aus, um die Stimmung des Protagonisten auf den verschiedenen Abschnitten seiner Reise ins Ungewisse widerzuspiegeln. Die ungefragte Benutzung von Carl Orffs Kantate Trionfo di Afrodite (1953), die die Schlusssequenz des Films untermalt, führte zu einem Rechtsstreit, weil Orff hohe Schadenersatzforderungen stellte. Letztlich gefiel ihm der Film jedoch so gut, dass der Rechtsstreit glimpflich beendet werden konnte, weil Orff einem außergerichtlichen Vergleich zustimmte.

### Zensur
Der Film entstand in einer Phase, in der die Filmzensur des spanischen Regimes im Vergleich zu früheren Phasen von größerer Permissivität geprägt war, nachdem gewichtige spanische Regisseure wie Luis Buñuel oder Carlos Saura im Ausland sehr erfolgreiche avantgardistische Werke vorgelegt hatten und auch innerhalb Spaniens die Filme von Luis García Berlanga und anderen Regisseuren trotz gewisser regimekritischer Akzente bei Publikum und Kritik gut ankamen.
Aus Angst vor einer Involvierung des spanischen Staatsapparats verlangte die Zensur die Entfernung einer Szene, „in der ein Ministerium zu sehen ist“. In Wirklichkeit ist im ganzen Film kein Ministerium zu sehen, allerdings fährt der Lkw an einer Stelle an dem bekannten Madrider Untergrundbahnhof Nuevos Ministerios vorbei. Trotz seines gegenüber dem Sender geäußerten Unverständnisses musste Mercero diese Szene herausschneiden. Keinen Anstoß nahm die Zensur hingegen an den tatsächlich autoritätskritischen Stellen des Films, die beispielsweise die Inkompetenz der Behörden vorführen und Polizei und Feuerwehr der Lächerlichkeit preisgeben.

## Rezeption

### Resonanz
Der Film wurde am 13. Dezember 1972 im spanischen Fernsehen ausgestrahlt und hatte ein ungeheures Echo. Zu dieser Zeit gab es in Spanien etwa 7,5 Millionen Fernsehgeräte, die oft gemeinsam mit Nachbarn und Freunden genutzt wurden oder öffentlich in Bars und Kneipen standen. Ganz Spanien sprach über den Film, die Zuschauer waren perplex und erschreckt. Wie Garci und andere Zeitzeugen berichten, wurden in den Tagen nach der Ausstrahlung immer wieder Menschen beobachtet, die aus Sorge, eingeschlossen zu werden, die Türe beim Telefonieren an öffentlichen Apparaten offen stehen ließen.
Der Fernsehfilm wurde in zahlreichen Ländern ausgestrahlt und weltweit beachtet. Da er fast ohne Worte auskommt, ist er auch ohne Spanischkenntnisse sofort zu verstehen. Er wurde auch auf Kanälen der BBC gesendet, damals das unangefochtene Leitbild des öffentlich-rechtlichen Fernsehens in Europa, was für eine fiktionale spanische Fernsehproduktion aus den 1970er Jahren die absolute Ausnahme darstellt.
Knapp ein Jahr nach der Erstausstrahlung im ersten Programm wurde der Kurzfilm am 24. November 1973 im zweiten Programm des spanischen Fernsehens erneut gezeigt. Im deutschsprachigen Raum war La cabina am 7. Oktober 1974 im Schweizer Fernsehen DRS zu sehen.

### Deutung

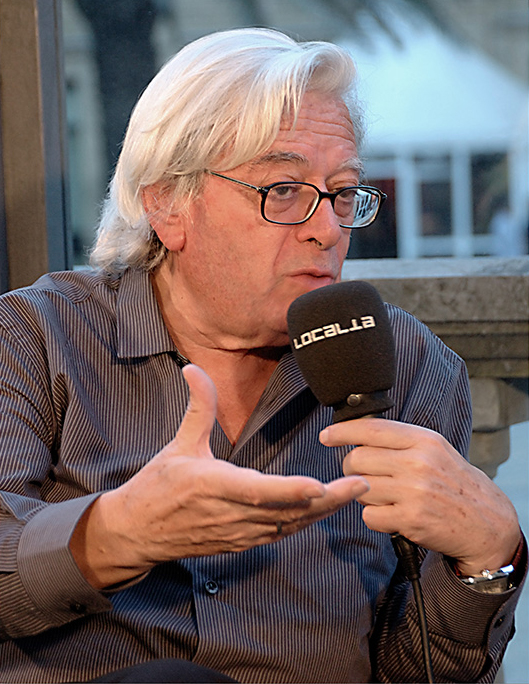
Antonio Mercero beim Filmfestival San Sebastián (2007)

Politische Botschaft, Science-Fiction-Thema oder psychologische Metapher
Von den Zuschauern wurde der Film unterschiedlich interpretiert: Einige verstanden ihn als intelligente Kritik am Franco-System, andere brachten den Plot mit einer Invasion Außerirdischer in Verbindung.
Mercero selbst wollte einen psychologischen Horrorfilm drehen und beabsichtigte keine versteckte Regimekritik, schon um seine Karriere nicht zu gefährden. In der Rückschau beschrieb er seine Absicht, ein Horror- oder Science-Fiction-Szenario mit offener Struktur zu schaffen, die jedem Zuschauer je nach seiner persönlichen Befindlichkeit eigene Interpretationen ermöglichte. Die Zeitstimmung tendierte allerdings schnell zu politischen Deutungen. Teile der Kritik sahen in der mysteriösen Arbeiterbrigade, die die Telefonzelle mit dem Protagonisten abtransportiert, die anonymen Vertreter eines unberechenbaren Unterdrückungssystems. Das Motiv eines in grotesker Weise eingesperrten Mannes, dem die Ausweglosigkeit seiner Situation im Handlungsverlauf immer klarer bewusst wird, wurde auch als treffendes Bild für die lähmende Perspektivlosigkeit und Stagnation der spanischen inneren Verhältnisse in der Zeit des späten Franquismus aufgefasst. In Frankreich interpretierte man den Film als antifranquistisches Fanal; die kommunistische französische Zeitung L’Humanité sprach von der „schwersten Kritik am Franco-Regime aus dem Inland“, die das Regime jemals geduldet habe. Spätere Deutungen entfernten sich von der politischen Ebene und brachten als Deutungskontext die Problematik der Vereinsamung des Individuums in der Großstadt ins Spiel. Mit der Zeit setzte sich eine psychologische Deutung durch, die die kafkaeske Filmhandlung als Metapher für das Gefangensein in Lebenszwängen auffasst.

### Auszeichnungen
Der Kurzfilm gewann 1973 einen International Emmy Award in der Kategorie Fiktion. Er wurde im gleichen Jahr mit dem internationalen Kritikerpreis beim Festival von Monte-Carlo sowie dem Marconi-Preis der Mailänder Filmmesse MIFED ausgezeichnet. In Spanien erhielt er unter anderem 1972 ein Fotograma de Plata für den besten Darsteller und 1973 den spanischen Kritikerpreis Quijote de Oro für die beste Regie und den besten Darsteller. Er gewann außerdem den Rundfunkpreis Ondas der Cadena SER und den nationalen spanischen Fernsehpreis des Jahres 1973.
La cabina war bis 2018 die einzige jemals mit einem Emmy ausgezeichnete spanische Fernsehproduktion. In den 2000er Jahren wurden zwar spanische Fernsehsendungen für den Preis nominiert – 2003 und 2005 die Historienserie Cuéntame cómo pasó; 2007 die Reality-Show El coro de la cárcel („Der Gefängnischor“); 2011 die Talkshow El Hormiguero von Pablo Motos sowie die spanisch-kolumbianische Miniserie Operación Jaque über das Schicksal von Ingrid Betancourt –, waren aber nicht unter den Gewinnern. Erst bei der 46. Auflage des Wettbewerbs im Herbst 2018 gewann die spanische Serie Haus des Geldes einen Emmy als beste Dramaserie.

### Kritik, Einordnung, Langzeitwirkung
Von der Filmkritik wurde die Produktion überaus positiv aufgenommen. Trotzdem und obwohl der Kurzfilm eine nachhaltige und langfristige Wirkung in der Medienkultur entfaltete und im In- und Ausland als ein populäres Emblem der zeitgenössischen spanischen Gegenwartskultur angesehen wurde, fehlte noch 2015 eine eingehendere filmwissenschaftliche Behandlung. Aktuelle Autoren betrachten den Film als Ausdruck der damals maßgebenden Strömung des Existenzialismus und erkennen in ihm die Merkmale des absurden Theaters wieder.
Antonio Mercero nannte den Film schon unmittelbar nach der Produktion „das Wichtigste, was ich gemacht habe“. Noch im Dezember 2002 nannte er La cabina als das Werk, dass seine berufliche Karriere am stärksten geprägt habe, mehr als seine späteren Fernsehserien. 2011 bezeichnete er sich als „sehr zufrieden, sogar stolz“, mit La cabina ein zeitlos modernes Filmwerk geschaffen zu haben, das authentisch und nicht altbacken wirkt und Menschen auch heute noch faszinieren und zu eigenen Interpretationen anregen kann. Als Klassiker gehört der Film zum Lehrrepertoire der Filmhochschulen. Der englische Humorist und Netflix-Serienautor Charlie Brooker (* 1971) bekannte 2013, La cabina sei seine „Lieblingsproduktion aller Zeiten“ und habe das Ende von White Bear (2013), der zweiten Folge der zweiten Staffel seiner Serie Black Mirror, inspiriert.

## Sonstiges

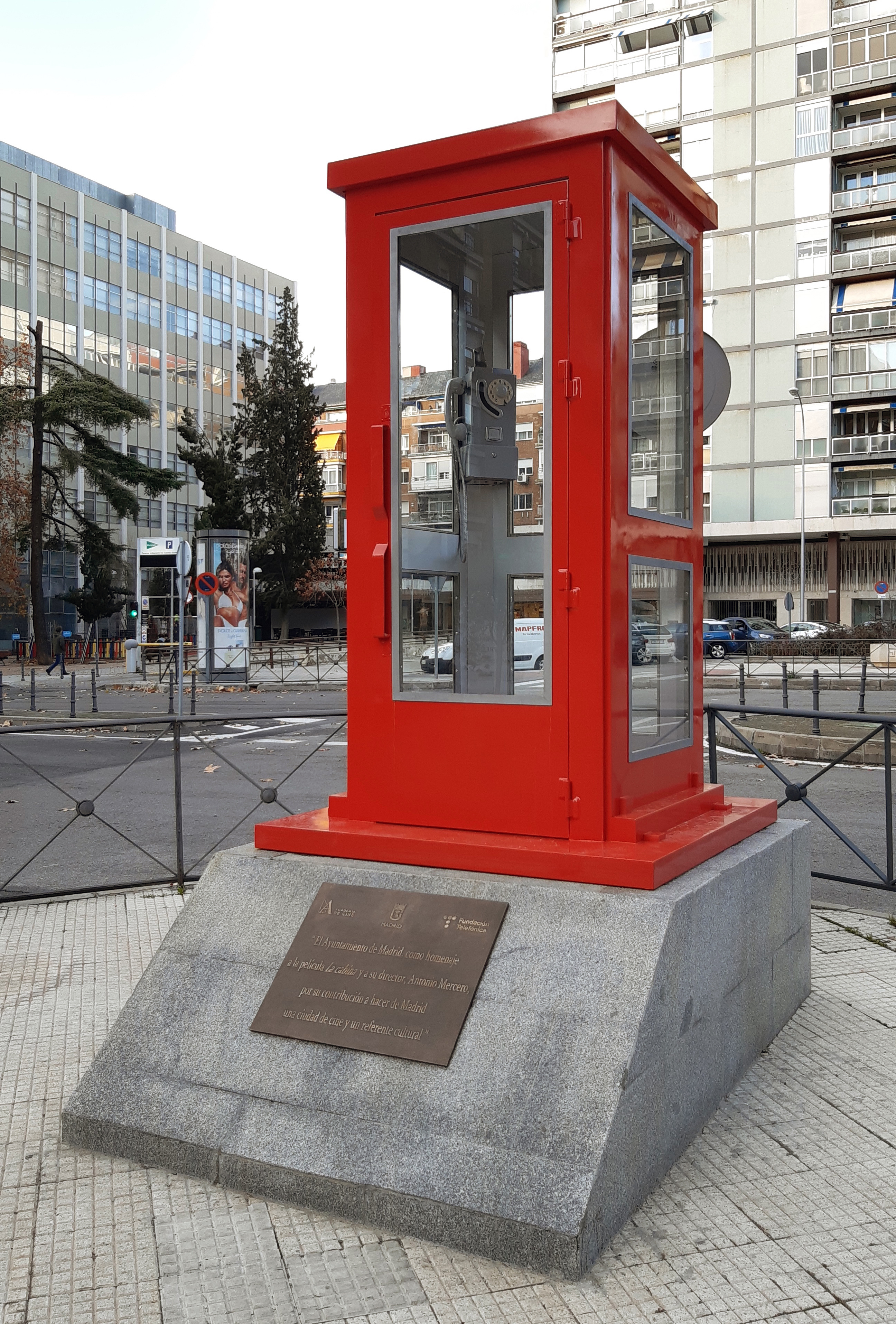
Als Hommage an den Film und seinen Regisseur Antonio Mercero wurde im Dezember 2021 an der Plaza del Conde del Valle de Súchil in der Nähe des Drehortes in Madrid eine Nachbildung der roten Telefonzelle aufgestellt

### Trivia
- Während einer Drehpause auf der Plaza de Arapiles betrat einer der etwa 100 anwesenden Statisten arglos die Telefonzelle und versuchte, Geld einzuwerfen und einen Anruf zu tätigen.[20]

- 2007 wirkte José Luis López Vázquez als einer der Hauptdarsteller an Merceros Kinofilm ¿Y tú quién eres? („Wer bist denn du?“) mit, der sich mit der Alzheimer-Krankheit beschäftigt. Antonio Mercero selbst erkrankte 2009 an Alzheimer und soll bereits bei den Dreharbeiten zu ¿Y tú quién eres? von mitwirkenden Ärzten erkannte Frühsymptome gezeigt haben.[21] Es war für beide die letzte Filmproduktion ihrer Karriere.

### La cabinain der Fernsehwerbung
José Luis López Vázquez machte im Zusammenhang mit dem Filmprojekt mehrfach Werbung für die spanische Telefongesellschaft Telefónica. Schon im Jahr der Dreharbeiten trat er in einem Fernsehspot auf, der private Telefonanschlüsse bewarb, sodass sein Gesicht von den Fernsehzuschauern bereits vor Ausstrahlung des Films mit dem Telefon in Verbindung gebracht wurde. In späteren Werbespots sah man ihn angeregt telefonierend in einer Telefonzelle stehen, die er nach dem Telefonat ungehindert verlässt. In einem berühmt gewordenen Fernsehspot des Telefónica-Konkurrenten Retevisión aus dem Jahr 1998, der die Liberalisierung des spanischen Telekommunikationsmarktes symbolisieren sollte, sieht man den gealterten Mimen eingesperrt und noch immer schockiert in einer Telefonzelle inmitten einer Wüstenlandschaft stehen, als die Tür plötzlich aufspringt und den Gefangenen in die Freiheit entlässt. Der Spot führte zu Rechtsstreitigkeiten mit der Werbeagentur, die ihn ohne Absprache mit Mercero hergestellt hatte. Dieser fühlte sich bei der Produktion übergangen und fasste die Idee als Plagiat seines Films auf. Zudem wurde das Geräusch, mit dem die Tür in dem Werbespot aufspringt, unmittelbar aus dem Film übernommen, in dem es als Schließgeräusch der Kabinentür verwendet worden war. Letztlich gelang den Parteien eine außergerichtliche Beilegung des Streits, nachdem die Macher eingeräumt hatten, dass der Spot tatsächlich auf Merceros Film basierte.

### Festival La Cabina
Das seit 2008 jährlich in Valencia ausgerichtete Festival Internacional de Mediometrajes de Valencia ist ein ausschließlich für Mittellangfilme zwischen 30 und 60 Minuten Länge reserviertes internationales Filmfestival, das zu Ehren des Films von Mercero den Namen Festival La Cabina trägt.

### Denkmal in Chamberí
Nach Antonio Merceros Tod im Mai 2018 entstand in den Sozialen Medien eine Kampagne für die Aufstellung einer in Form und Farbe der Kabine seines berühmten Films entsprechenden Telefonzelle in der Nähe des historischen Drehorts in Madrid, um dem nachhaltigen Effekt des Werkes im spanischen kollektiven Gedächtnis ein Denkmal zu setzen. Der Vorschlag wurde am 24. Juli 2018 vom Plenum der Stadtverordnetenversammlung von Madrid gebilligt und sollte im Laufe des Jahres umgesetzt werden. Im März 2019 bestätigte die Bezirksverwaltung von Chamberí, man sei mit allen Beteiligten im Gespräch und arbeite an der Realisierung des Projekts. Als Standort des Denkmals einigten sich die Akteure auf die Plaza del Conde del Valle de Súchil, die weniger als 200 Meter vom Drehort (dem privaten Hof unmittelbar östlich auf der anderen Seite des Hochhauses in der Calle Rodríguez San Pedro Nr. 8) entfernt liegt. Fast drei Jahre nach Merceros Tod wurde im April 2021 am vorgesehenen Standort ein Betonsockel für das geplante Denkmal errichtet. Als Termin für die Einweihung war zunächst noch der dritte Todestag des Regisseurs am 13. Mai 2021 im Gespräch. Schließlich wurde die Telefonkabine erst am 15. Dezember 2021 auf den Sockel montiert und das Denkmal eingeweiht.

### Archivöffnung
Nachdem das spanische Rundfunkarchiv bereits mehrere Episoden beliebter spanischer Serienklassiker wie Cañas y Barro (Rafael Romero Marchent, 1978), Verano Azul (Antonio Mercero, 1981) oder Los gozos y las sombras (Rafael Moreno Alba, 1982) im Internet dauerhaft verfügbar gestellt hatte, entschied RTVE Archivo, der Archivkanal des spanischen Rundfunks, am 31. Juli 2019, den Film La cabina von Antonio Mercero mit José Luis López Vázquez dauerhaft kostenfrei und in voller Länge auf YouTube online zu veröffentlichen.